# جاي تي بي سي
جي تي بي سي (هانغل: 제이티비씨) هي شبكة تلفزيونية مدفوعة وشركة بث كورية جنوبية، أكبر مساهم بها مجموعة جونغانغ لبو/شبكة الإعلام جونغانغ مع 25% من الأسهم.  وقد أطلقت في 1 ديسمبر 2011.

## البرامج
أنتجت شبكة جي تي بي سي برامج متنوعة منها برامج حياتيه ومسلسلات وأفلام وبرامج موسيقية.
لدى شبكة جي تي بي سي 10 مسلسلات في قائمة الاعلى تقييما من أصل 50 مسلسل تلفزيوني على قناة خاصة.
| التصينف | المسلسل                | عدد الحلقات | أعلى تقييم على مستوى البلاد، وفقاً لنيلسن كوريا | تاريخ      |
| ------- | ---------------------- | ----------- | ---------------------------------------------- | ---------- |
| 1       | عالم المتزوجين         | 16          | 28.371%                                        | 2020.05.16 |
| 2       | الابن الأصغر لتكتل     | 16          | 26.948%                                        | 2022.12.25 |
| 3       | قلعة السماء            | 20          | 23.779%                                        | 2019.02.01 |
| 4       | الطبيبة تشا            | 16          | 19.336%                                        | 2023.04.15 |
| 5       | إتايوان كلاس           | 16          | 16.548%                                        | 2020.03.21 |
| 6       | الوكالة                | 16          | 16.044%                                        | 2023.02.26 |
| 7       | ملك الأرض              | 16          | 13.789%                                        | 2023.06.17 |
| 8       | حكاية السيدة أوك       | 16          | 13.575%                                        | 2024.11.30 |
| 9       | مرحبا بك في سام دال-ري | 16          | 12.399%                                        | 2024.01.21 |
| 10      | امرأة ذات كرامة        | 20          | 12.065%                                        | 2017.08.19 |

## الشركات التابعة
| اسم القسم                                               | تفاصيل |
| ------------------------------------------------------- | --- |
| جي تي بي سي بلس                                         | تدير قنوات الكابل . JTBC ، JTBC2 ، و JTBC3 Golf & Sports ، و JTBC4 و JTBC Golf                                                                                              |
| جي تي بي سي ميدياتيك                                    | |
| إس إل إل (سابقا، استوديوهات جاي تي بي سي، مركز المحتوى) | توفر إنتاجًا دراميًا وأفلامًا. تشمل شركات الإنتاج التابعة Drama House و Zium Content و BA Entertainment و Film Monster Co. و Perfect Storm Film و Climax Studio و Production H |
| جي تي بي سي ميدياكوم                                    | تجري مبيعات الإعلانات المذاعة نيابة عن JTBC و JTBC Plus و Baduk TV |

## الجوائز
| عام  | جائزة                                   | الفئة                 | مستلم        | نتيجة | المرجع. |
| ---- | --------------------------------------- | --------------------- | ------------ | ----- | ------- |
| 2019 | جوائز التلفزيون الآسيوي الثالث والعشرون | جائزة أفضل شبكة للعام | جاي تي بي سي | فوز   | [ 12 ]  |